# Sikorsky CH-53E Super Stallion
O Sikorsky CH-53E Super Stallion é o maior e mais pesado helicóptero em serviço nas Forças Armadas dos Estados Unidos. Ele foi desenvolvido a partir do modelo CH-53 Sea Stallion, com as principais mudanças sendo a introdução de um terceiro motor, uma hélice a mais e o  rotore traseiro é inclinado 20º a mais para o lado. Ele foi construído pela Sikorsky Aircraft para o Corpo de Fuzileiros Navais americano e foi posto em serviço no começo dos anos 80. Uma versão para a marinha, o MH-53E Sea Dragon, também foi desenvolvido. Seu sucessor, o CH-53K, foi colocado em serviço em 2022, sendo ele maior e mais moderno que o CH-53E, com novos motores e maior capacidade de carga.

## Utilizadores
Estados Unidos
- Marinha de guerra
- Corpo de Fuzileiros Navais

 Japão
- Força Marítima de Autodefesa

## Fotos

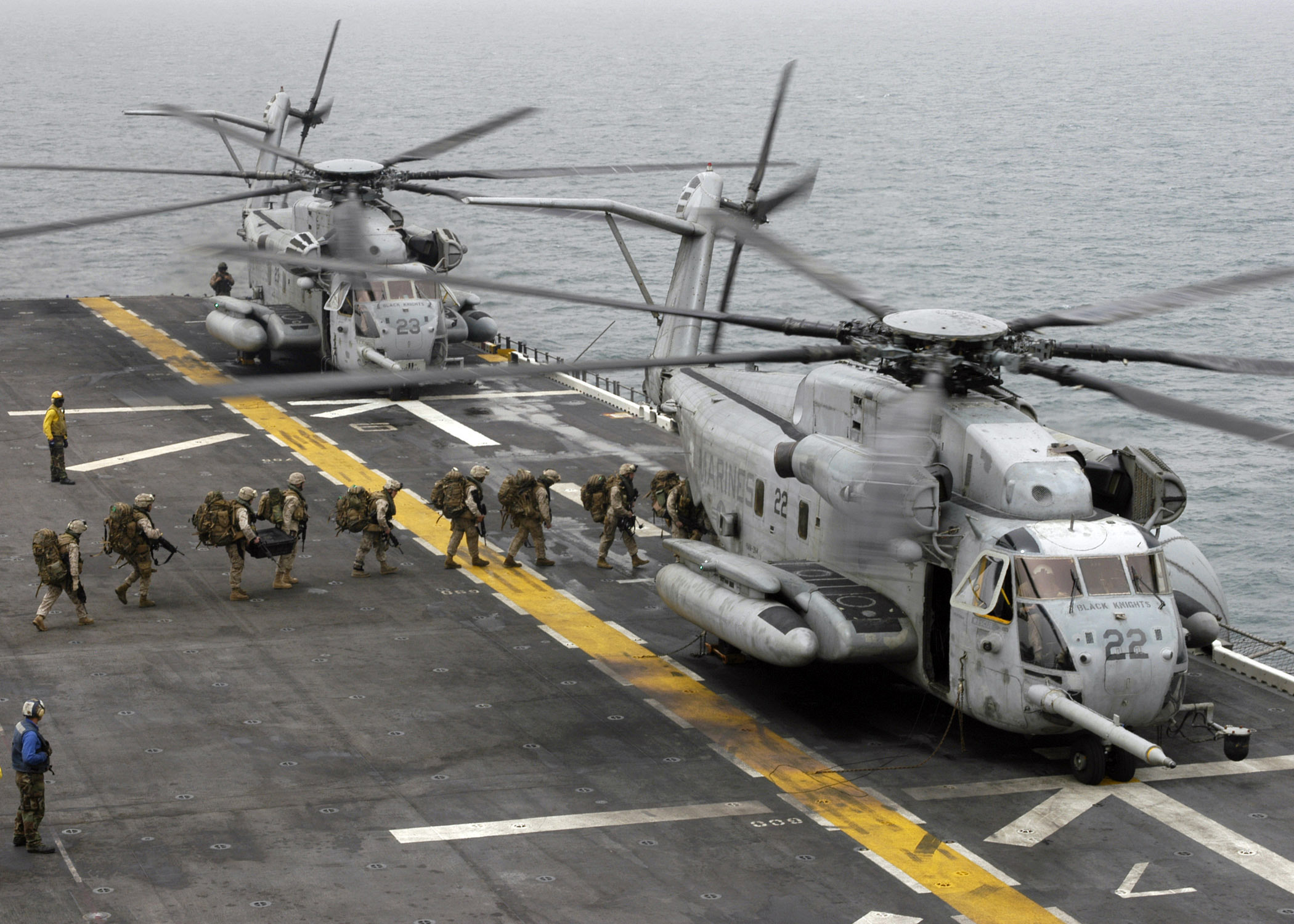
Um Super Stallion transportando fuzileiros navais americanos a bordo do USS Bataan (LHD-5).
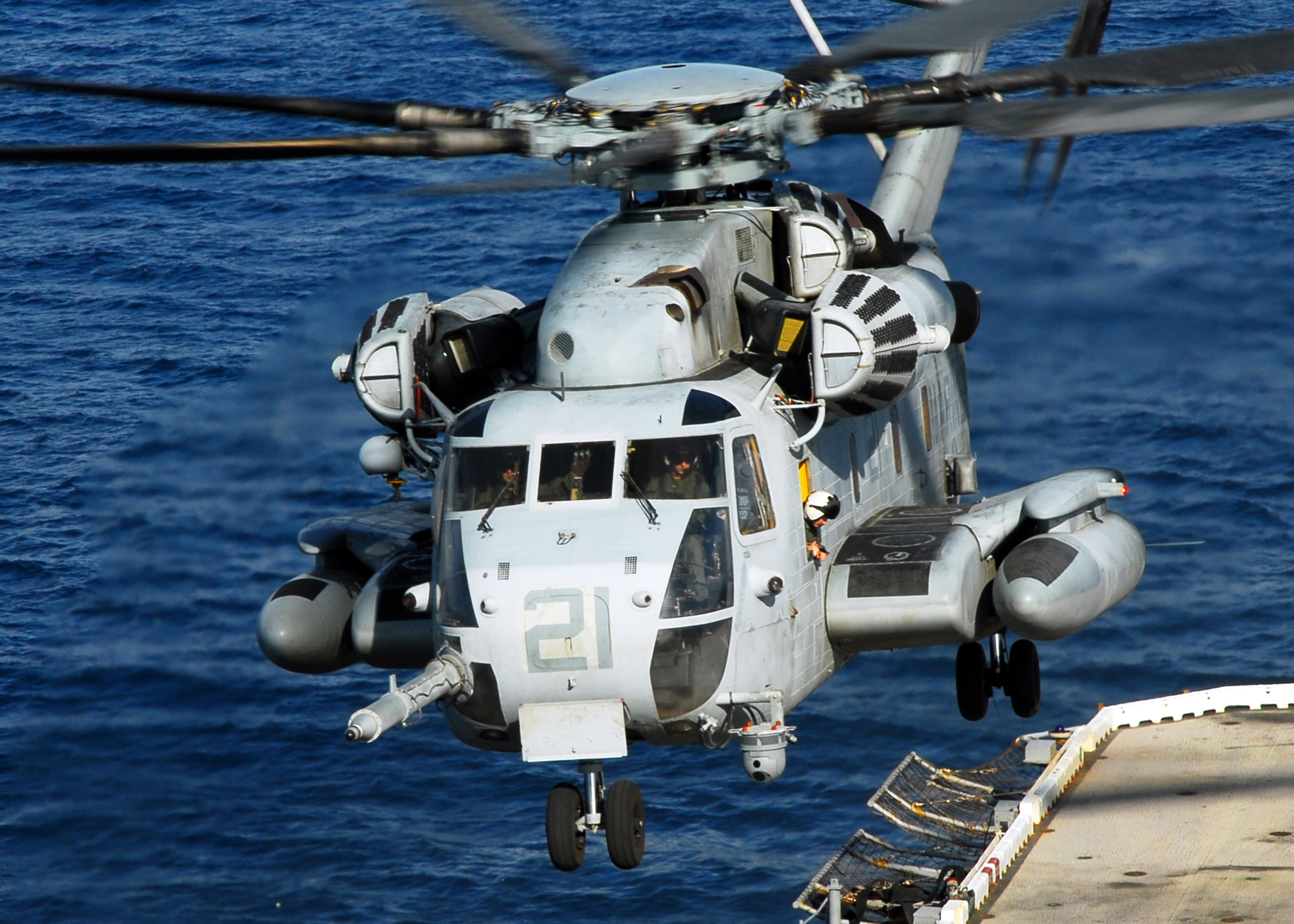
Um CH-53 americano.
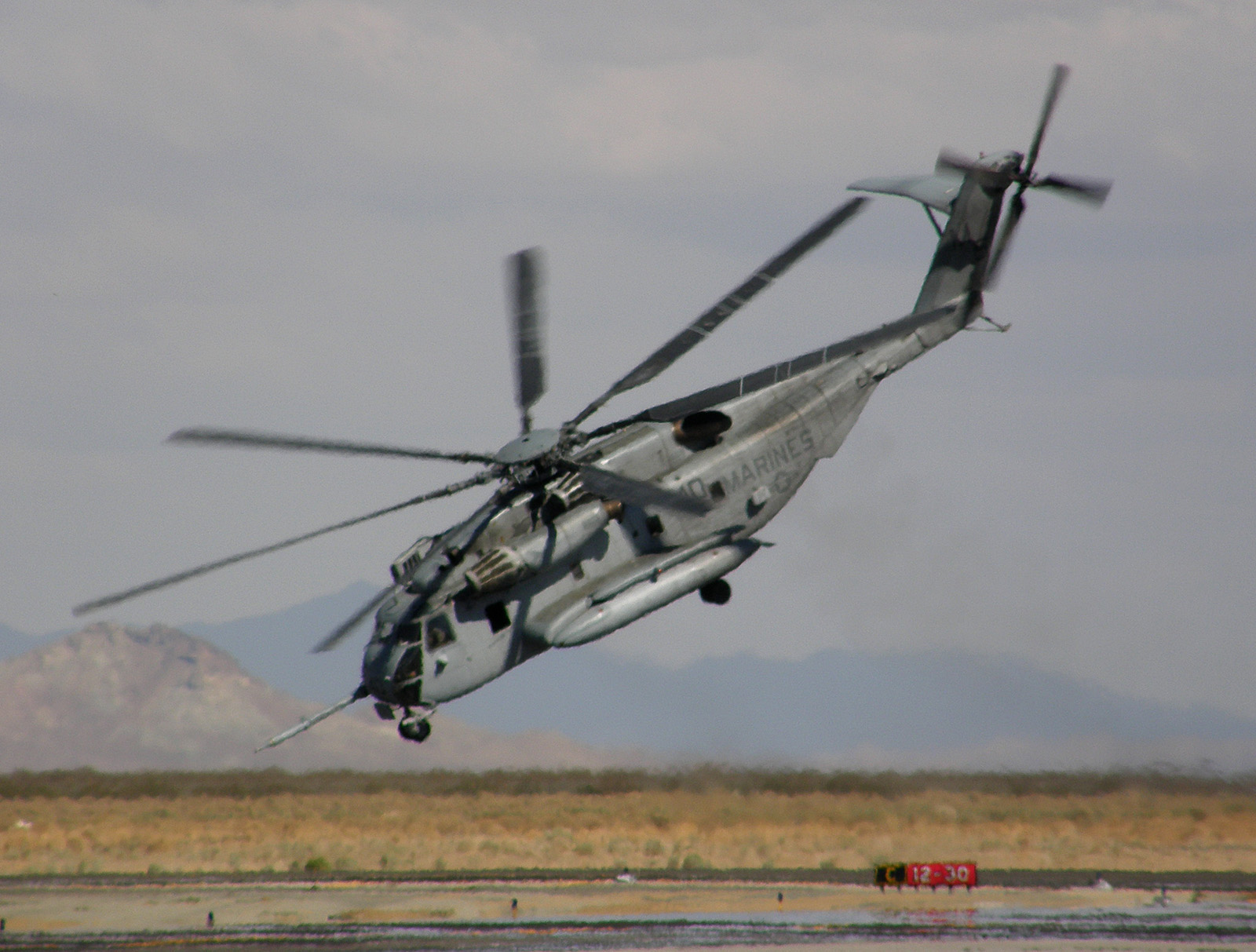
Um Sikorsky CH-53E fazendo manobras em Mojave, Califórnia.